# Filmografija Alfreda Hitchcocka

## Nijemi filmovi
| Godina | Naslov                           | Produkcija kompanija                                        | Bilješke |
| ------ | -------------------------------- | ----------------------------------------------------------- | --- |
| 1922.  | Broj 13*                         | Wardour & F.                                                | nedovršen; smatrao se izgubljenim                                                                                                |
| 1923.  | Uvijek kaži svojoj ženi*         | Seymour Hicks Productions                                   | nepotpisan; preostala je samo jedna od dvije role filma                                                                          |
| 1925.  | Vrt zadovoljstva                 | Gainsborough Pictures/ Münchner Lichtspielkunst AG (Emelka) | © Granada Ltd. |
| 1926.  | Planinski orao*                  | Gainsborough Pictures/ Münchner Lichtspielkunst AG (Emelka) | izugbljen |
| 1927.  | Stanar: Priča o londonskoj magli | Gainsborough Pictures/ Carlyle Blackwell Productions        | © Granada Ltd. |
| 1927.  | Na nizbrdici                     | Gainsborough Pictures                                       | © Granada Ltd. |
| 1927.  | Ring                             | British International Pictures                              | © Canal+. |
| 1928.  | Nesigurna vrlina*                | Gainsborough Pictures                                       | Probably © Granada Ltd. |
| 1928.  | Farmerova žena                   | British International Pictures                              | © Canal+. |
| 1928.  | Šampanjac                        | British International Pictures                              | © Canal+. |
| 1929.  | Stanovnik otoka Man              | British International Pictures                              | © Canal+. |
| 1929.  | Ucjena                           | British International Pictures                              | Nijema verzija filma objavljena je nekoliko mjeseci nakon zvučne za kina koja nisu bila opremljena adekvatnom tehnikom © Canal+. |

*:Trenutačni vlasnik prava nepoznat, vjerojatno u javnoj domeni.

## Britanski filmovi
| Godina | Naslov                      | Produkcijska kompanija              | Bilješke                              |
| ------ | --------------------------- | ----------------------------------- | ------------------------------------- |
| 1929.  | Ucjena                      | British International Pictures      | Prvi britanski zvučni film. © Canal+. |
| 1930.  | Junona i paun               | British International Pictures      | © Canal+.                             |
| 1930.  | Ubojstvo!                   | British International Pictures      | © Canal+.                             |
| 1930.  | Elstree zove                | British International Pictures      | © Canal+.                             |
| 1931.  | Bezobzirna igra             | British International Pictures      | © Canal+.                             |
| 1931.  | Mary*                       | Süd-Film AG                         |                                       |
| 1932.  | Broj sedamnaest             | British International Pictures      | © Canal+.                             |
| 1932.  | Bogati i čudni              | British International Pictures      | © Canal+.                             |
| 1933.  | Bečki valceri*              | Gaumont British Picture Corporation |                                       |
| 1934.  | Čovjek koji je previše znao | Gaumont British Picture Corporation | © Granada Ltd.                        |
| 1935.  | 39 stepenica                | Gaumont British Picture Corporation | © Granada Ltd.                        |
| 1936.  | Tajni agent                 | Gaumont British Picture Corporation | © Granada Ltd.                        |
| 1936.  | Sabotaža                    | Gaumont British Picture Corporation | © Granada Ltd.                        |
| 1937.  | Mladi i nevini              | Gaumont British Picture Corporation | © Granada Ltd.                        |
| 1938.  | Gospođa koja nestaje        | Gaumont British Picture Corporation | © Granada Ltd.                        |
| 1939.  | Jamaica Inn*                | Mayflower Pictures Corporation Ltd. |                                       |

*:Trenutačni vlasnik prava nepoznat, vjerojatno u javnoj domeni.

## Američki/britanski filmovi
| Godina | Naslov                      | Produkcijska kompanija                                          | Bilješke                                                                                                |
| ------ | --------------------------- | --------------------------------------------------------------- | --- |
| 1940.  | Rebecca                     | Selznick International Pictures/ United Artists                 | Osvojen Oscar za najbolji film. Temeljen na knjizi Daphne du Maurier. © Metro-Goldwyn-Mayer.            |
| 1940.  | Strani dopisnik             | Walter Wanger Productions Inc./ Selznick International Pictures | © Time Warner.                                                                                          |
| 1941.  | Gospodin i gospođa Smith    | RKO Radio Pictures                                              | © Time Warner.                                                                                          |
| 1941.  | Sumnja                      | RKO Radio Pictures                                              | © Time Warner.                                                                                          |
| 1942.  | Saboter                     | Universal Pictures/ Frank Lloyd Productions                     | |
| 1943.  | Sjenka sumnje               | Universal Pictures/ Skirball Productions                        | |
| 1944.  | Čamac za spašavanje         | 20th Century Fox                                                | Prema noveli Johna Steinbecka.                                                                          |
| 1944.  | Pustolovina na Madagaskaru  | Ministarstvo informacija Ujedinjenog Kraljevstva                | Kratki propagandni film na francuskom jeziku.                                                           |
| 1944.  | Sretan put                  | Ministarstvo informacija Ujedinjenog Kraljevstva                | Kratki propagandni film na francuskom jeziku.                                                           |
| 1945.  | Začarana                    | Selznick International Pictures/ Vanguard Films/ United Artists | © ABC, Inc. Distribucija: The Walt Disney Company.                                                      |
| 1946.  | Ozloglašena                 | RKO Radio Pictures/ Vanguard Films                              | © Time Warner.                                                                                          |
| 1947.  | Slučaj Paradine             | Vanguard Films                                                  | © Time Warner.                                                                                          |
| 1948.  | Uže                         | Warner Bros. Pictures/ Transatlantic Pictures                   | Hitchcockov prvi film snimljen tehnikom Technicolor/ Temeljen na istinitoj priči. © Universal Pictures. |
| 1949.  | U znaku jednoroga           | Warner Bros. Pictures/ Transatlantic Pictures                   | |
| 1950.  | Trema                       | Warner Bros. Pictures                                           | |
| 1951.  | Nepoznati iz Nord-ekspresa  | Warner Bros. Pictures                                           | Prema romanu Patricije Highsmith.                                                                       |
| 1953.  | Ispovijedam se              | Warner Bros. Pictures                                           | Prema francuskoj drami Paula Anthelmea iz 1902. nazvanoj Nos Deux Consciences.                          |
| 1954.  | Nazovi M radi umorstva      | Warner Bros. Pictures                                           | |
| 1954.  | Prozor u dvorište           | Paramount Pictures/ Patron Inc.                                 | © Universal Pictures.                                                                                   |
| 1955.  | Drž'te lopova               | Paramount Pictures                                              | © Paramount Pictures.                                                                                   |
| 1955.  | Nevolja s Harryjem          | Paramount Pictures/ Alfred J. Hitchcock Productions             | © Universal Pictures.                                                                                   |
| 1956.  | Čovjek koji je previše znao | Paramount Pictures/ Filwite Productions                         | © Universal Pictures.                                                                                   |
| 1956.  | Krivo optužen               | Warner Bros. Pictures                                           | Prema istinitoj priči.                                                                                  |
| 1958.  | Vrtoglavica                 | Paramount Pictures/ Alfred J. Hitchcock Productions             | © Universal Pictures.                                                                                   |
| 1959.  | Sjever-sjeverozapad         | Metro-Goldwyn-Mayer/ Loew's Incorporated                        | © Turner Entertainment Company, Inc. Distribucija: Time Warner.                                         |
| 1960.  | Psiho                       | Shamley Productions                                             | Originalna distribucija: Paramount Pictures. Prema romanu Roberta Blocha. © Universal Pictures.         |
| 1963.  | Ptice                       | Universal Pictures/ Alfred J. Hitchcock Productions             | Prema kratkoj priči Daphne du Maurier.                                                                  |
| 1964.  | Marnie                      | Universal Pictures/ Geoffrey-Stanley Productions                | |
| 1966.  | Poderana zavjesa            | Universal Pictures                                              | |
| 1969.  | Topaz                       | Universal Pictures                                              | Prema knjizi Leona Urisa.                                                                               |
| 1972.  | Mahnitost                   | Universal Pictures                                              | |
| 1976.  | Obiteljska zavjera          | Universal Pictures                                              | Hitchcockov posljednji dugometražni film.                                                               |

## DVD kolekcije
Mnoge produkcijeks kompanije su objavile razne Hitchcockove DVD kolekcije. Najpoznatije je izdanje Universal Studiosa koji je u listopadu 2005. objavio Alfred Hitchcock Masterpiece Collection.

## Televizijske epizode
- Alfred Hitchcock predstavlja: "Osveta" (1955.)
- Alfred Hitchcock predstavlja: "Slom" (1955.)
- Alfred Hitchcock predstavlja: "Slučaj g. Pelhama" (1955.)
- Alfred Hitchcock predstavlja: "Back for Christmas" (1956.)
- Alfred Hitchcock predstavlja: "Wet Saturday" (1956.)
- Alfred Hitchcock predstavlja: "Tajna g. Blancharda" (1956.)
- Alfred Hitchcock predstavlja: "One More Mile to Go" (1957.)
- Suspicion: "Four O'Clock" (1957.)
- Alfred Hitchcock predstavlja: "Savršeni zločin" (1957.)
- Alfred Hitchcock predstavlja: "Lamb to the Slaughter" (1958.)
- Alfred Hitchcock predstavlja: "Dip in the Pool" (1958.)
- Alfred Hitchcock predstavlja: "Otrov" (1958.)
- Alfred Hitchcock predstavlja: "Banquo's Chair" (1959.)
- Alfred Hitchcock predstavlja: "Arthur" (1959.)
- Alfred Hitchcock predstavlja: "The Crystal Trench" (1959.)
- Ford Startime: "Incident at a Corner" (1960.)
- Alfred Hitchcock predstavlja: "Čovjek s juga" (1960.)
- Alfred Hitchcock predstavlja: "Mrs. Bixby and the Colonel's Coat" (1960.)
- Alfred Hitchcock predstavlja: "The Horseplayer" (1961.)
- Alfred Hitchcock predstavlja: "Bang! You're Dead" (1961.)
- The Alfred Hitchcock Hour: "I Saw the Whole Thing" (1962.)

## Vanjske poveznice
- Hitchcockova EyeGate kolekcija  Arhivirana inačica izvorne stranice od 30. listopada 2008. (Wayback Machine)